# JtL (音楽グループ)
jtL（제이티엘、ジェイティーエル、jtは小文字、Lは大文字表記）は、韓国で活動していた男性3人組のアイドルプロジェクトグループである。

デビュー年次としては韓国アイドル第1.5～第2世代ではあるが、H.O.T.メンバーであった3人が新たに結成したグループであるため第1世代アイドルとして分けられる。

## 略歴
2001年、SMエンタテインメントとの契約満了に伴いH.O.T.での活動を継続できなくなったチャン・ウヒョク、トニー・アン、イ・ジェウォンがイェジョンメディアに移籍。2年間にアルバムを2枚発表することを目標に期間限定プロジェクトグループを結成したものである。

絶大な人気を誇っていたH.O.T.のファン層を引き継ぎ、正規1集「Enter The Dragon」も50万枚以上の売り上げをあげ、活動曲「A Better Day」は各放送局歌謡番組で1位を5回獲得した。
正規アルバム2枚とスペシャルアルバム1枚を発表し、2003年にグループとしての活動を終了した。
現在は2018年のH.O.T.再結成により、3名ともH.O.T.メンバーとして活動している。

## メンバー
- チャン・ウヒョク　1978年5月8日（47歳）
- トニー・アン　1978年6月7日（47歳）
- イ・ジェウォン　1980年4月5日（45歳）

## ディスコグラフィー

### 正規アルバム
- 1集「Enter The Dragon」(2001年12月20日)
- 2集「Runaway」(2003年8月14日)

### リメイクアルバム
- 「Love Story」(2002年12月18日)